# Porte de la Craffe

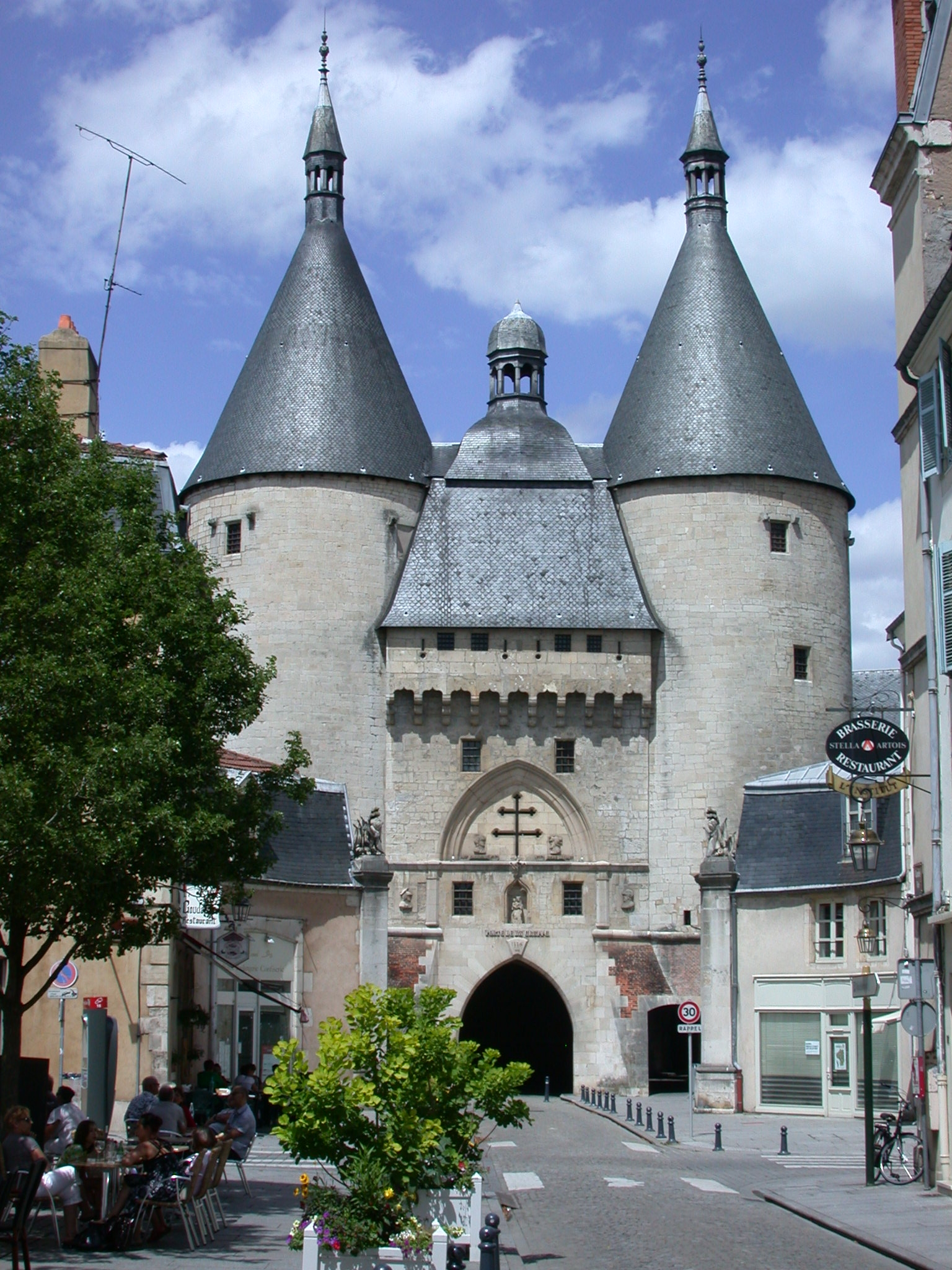
Porte de la Craffe

Die Porte de la Craffe ist ein imposantes Stadttor in Nancy in Frankreich.

## Geschichte
Es wurde im 14. Jahrhundert am nördlichen Zugang zur Altstadt im gotischen Baustil errichtet. Ein markantes Architekturelement sind die aufwendig gearbeiteten Maschikulis, die große Spitzbogenblende ist mit einem Lothringer Kreuz verziert. Dem Torturm wurden im 15. Jahrhundert zwei mächtige Rundtürme angefügt, die als Kerker dienten. Im Zuge der Anlage von Bastionen im 16. Jahrhundert wurde im Vorfeld  ein zweites Tor (Porte Notre-Dame) errichtet und mit der Porte de la Craffe durch einen gedeckten Gang verbunden.
Bei den Umbauten der mittelalterlichen Stadtbefestigung durch den königlichen französischen Festungsbaumeister Sébastien le Prestre de Vauban (um 1680) wurde es – ähnlich wie das Deutsche Tor im benachbarten Metz – als einziges unverändert in das neue Verteidigungskonzept einbezogen. Das Tor erhielt ein Dach mit Laterne und eine barocke Vorhalle, die im 19. Jahrhundert neugotisch restauriert wurde.